# Табурець Ігор Іванович
Ігор Іванович Табурець (6 грудня 1973, Черкаси) — український діяч, голова Черкаської обласної державної адміністрації з 1 березня 2022 року. Генерал-майор.

## Життєпис
Освіта вища.
Колишній заступник начальника Головного управління розвідки Міністерства оборони України. Радник Комітету Верховної Ради України з питань національної безпеки, оборони та розвідки.
До 1 березня 2022 року — радник голови Черкаської обласної державної адміністрації.
З 1 березня 2022 року — голова Черкаської обласної державної адміністрації.

## Зарплата
За 2023 рік Ігор Табурець на посаді голови Черкаської ОВА отримав зарплату 1,05 млн гривень. До цієї суми входить оклад, а також надбавка за роботу в умовах режимних обмежень — 175,2 тис. гривень. Після сплати податків зарплата Табурця склала 846,6 тис. гривень.

## Родина
Син Дмитро, мешкає у Парижі.